# Литманова
Литманова (словац. Litmanová) — село в Словаччині, Старолюбовняському окрузі Пряшівського краю. Розташоване в північно-східній частині Словаччини в Любовнянській верховині, біля кордону з Польщею.
Вперше згадується у 1412 році.
В селі є греко-католицька церква св. Архангела Михаїла з 1778 р. в бароко—класицистичному стилі та православна церква.
За селом на горі «Звір» збудований комплекс призначений для паломників, де за переказами місцевих з'явилася Пречиста Діва Марія.

## Населення
| Рік:            | 1994. | 2004.   | 2014.   | 2024.   |
| --------------- | ----- | ------- | ------- | ------- |
| Кількість осіб: | 648   | 629     | 646     | 617     |
| Різниця:        |       | -2,93 % | +2,70 % | -4,48 % |

| Рік:            | 2023. | 2024.   |
| --------------- | ----- | ------- |
| Кількість осіб: | 623   | 617     |
| Різниця:        |       | -0,96 % |

В селі проживає 622 осіб.
Національний склад населення (за даними останнього перепису населення — 2001 року):
- словаки — 93,92 %
- русини — 4,52 %
- українці — 0,62 %
- чехи — 0,16 %

Склад населення за приналежністю до релігії станом на 2001 рік:
- греко-католики — 88,14 %,
- римо-католики — 5,93 %,
- православні — 5,30 %,
- не вважають себе віруючими або не належать до жодної вищезгаданої церкви- 0,63 %